# Vatnsholtsvatn
Vatnsholtsvatn är en sjö på Island. Dess yta är 0,4 km2.